# Mordellistena kraatzi
Mordellistena kraatzi é uma espécie de insetos coleópteros polífagos pertencente à família Mordellidae.
A autoridade científica da espécie é Emery, tendo sido descrita no ano de 1876.
Trata-se de uma espécie presente no território português.